# ただ・愛のためにだけ
「ただ・愛のためにだけ」（ただ・あいのためにだけ）は、2005年3月24日にリリースされた岩崎宏美の60枚目のシングル。

## 解説
- 30周年記念曲として、シンガーソングライターの中島みゆきから贈られた曲である[1]。中島自身も2006年にセルフカバーし、アルバム『ララバイSINGER』に収録した。
- 翌年発売のオリジナル・アルバム『Natural』にはボーカルを録り直したアルバム・バージョンが収録され、セルフ・カバーアルバム『PRAHA』にも収録された。
- 2005年5月25日に、このシングルと前作シングル「手紙」の表題曲のビデオクリップを収録したDVDがリリースされた。

## 収録曲
1. ただ・愛のためにだけ
作詞・作曲：中島みゆき／編曲：西脇辰弥
2. この道
作詞：松井五郎／作曲・編曲：山川恵津子
3. ただ・愛のためにだけ（オリジナル・カラオケ）
4. この道（オリジナル・カラオケ）